# اویازی‌تاماک
اویازی‌تاماک (انگلیسی: Uyazytamak) یک شهرک در شهرستان تویمازینسکی استان باشقیرستان کشور روسیه است.